# ソニーセミコンダクタソリューションズ
ソニーセミコンダクタソリューションズ株式会社（英: Sony Semiconductor Solutions Corporation）は、神奈川県厚木市に本社を置く日本の半導体メーカー。ソニーグループの半導体部門であるソニーセミコンダクタソリューションズグループの中核企業である。イメージセンサーを中心として、マイクロディスプレイ、各種LSI、半導体レーザーなどを含むデバイスソリューション事業を展開している。
2021年現在、CMOSイメージセンサで世界シェア40%の最大手であり、2019年第3四半期には世界半導体売上高ランキングで日本企業として唯一TOP10に入るなど、日本を代表する半導体メーカーの一つである。

## 概要

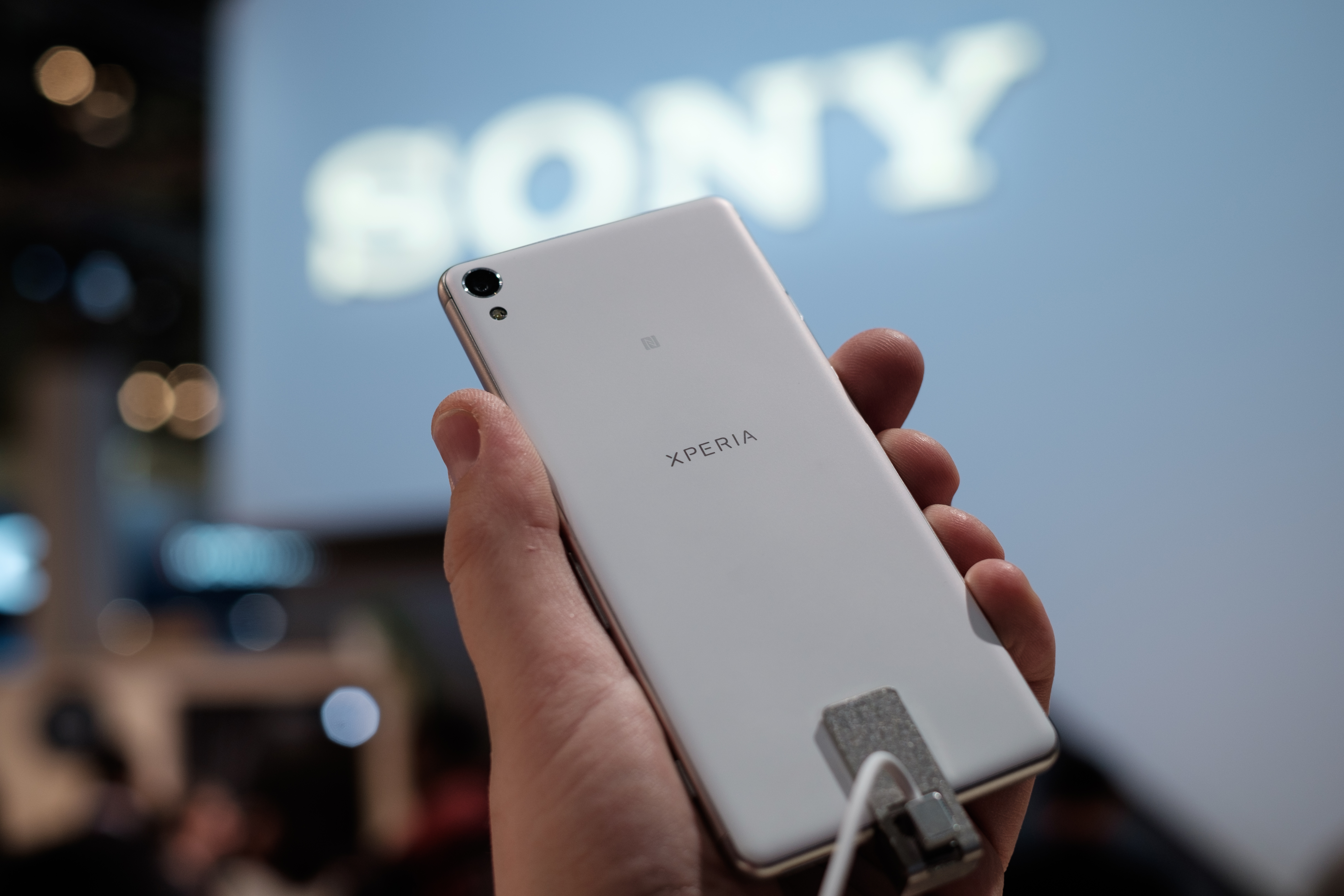
ソニーセミコン製のイメージセンサ「Exmor（エクスモア）」を搭載したスマホ、SONY Xperia（エクスペリア）

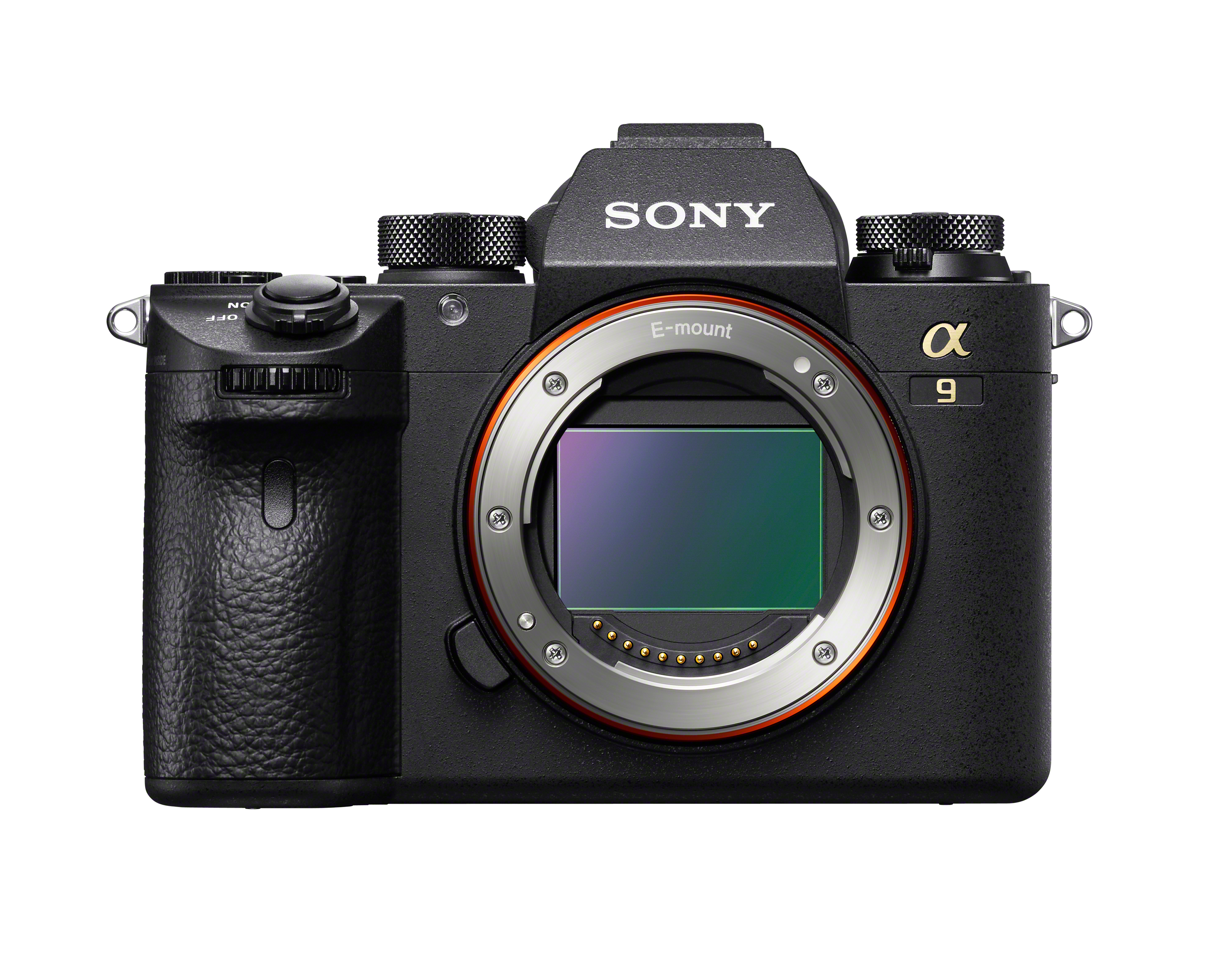
ソニーセミコン製の画像処理LSI「BIONZ（ビオンズ）」を搭載したデジカメ、SONY α（アルファ）

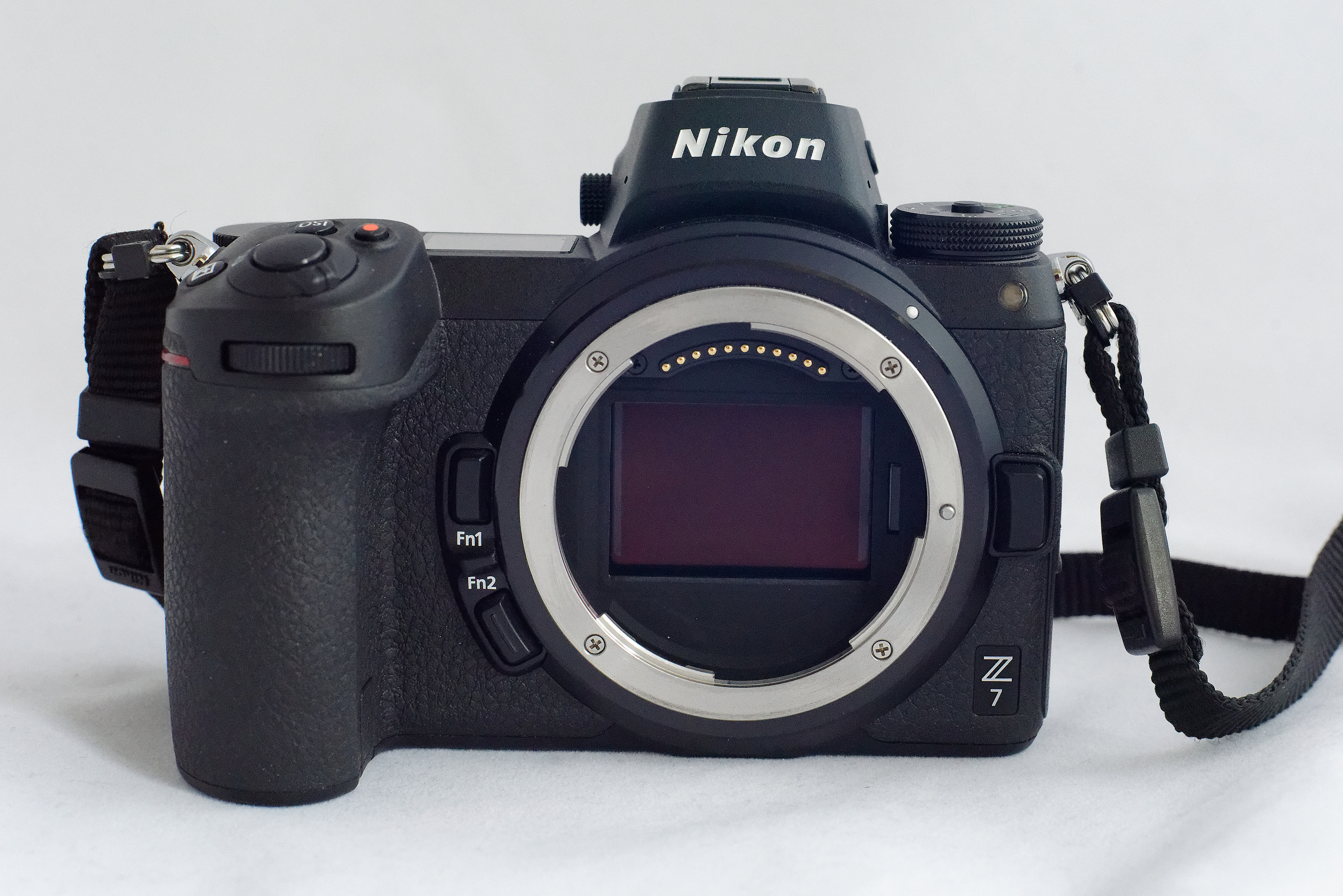
ソニーセミコンはデジカメ向けCMOSイメージセンサ市場をほぼ独占しており、デジカメ市場でソニーの競合であるニコンのイメージセンサもソニーセミコン製である

2016年、ソニーの半導体事業を分社化して誕生した。
ソニーグループの半導体部門である「ソニーセミコンダクタソリューションズグループ」として、製品の開発から生産、販売まで全てをグループ内で行う垂直統合型デバイスメーカー（IDM）である。本社機能および研究開発と商品企画・設計を担うソニーセミコンダクタソリューションズとプロセス開発・生産を担うソニーセミコンダクタマニュファクチャリングを中核としている。ソニーセミコンダクタソリューションズは商品設計を担うソニーLSIデザインを2022年に吸収合併した。国外拠点として、距離画像センサー（ToF）を開発するベルギーのSony Depthsensing Solutions（旧・SoftKinetic）、LTE通信モデムチップを開発するイスラエルのSony Semiconductor Israel（旧・Altair Semiconductor）、クラウドコンピューティング向けソフトウェアの開発を行うスペインのミドクラ、イベント駆動型センサーの開発を行うスイスのSony Advanced Visual Sensing AG、などの子会社を持つ。
2020年現在、スマホ向けCMOSイメージセンサを主力としている。半導体部門は2010年頃まではソニーグループの中でもお荷物部門であったが、2010年頃からはスマホブームに乗ってスマホ向けCMOSセンサの需要が急拡大し、ソニーセミコンの業績も急拡大。2019年第3四半期には世界半導体売上高ランキングで9位にランクイン（日本企業唯一のTOP10入り）するという快挙を成し遂げるなど、2020年現在ではソニーグループの中でも稼ぎ頭の一つとなっている。2020年現在、日本の半導体売上ランキングでは半導体記憶メモリ（NANDフラッシュ）を主力とするキオクシア(旧東芝メモリ)に次いで2位、世界では16位である。
2017年度にはソニーグループ全体の投資額の70%を超える2400億円の投資をイメージセンサー事業に対して行うなど、巨額の投資によって生産量と世界シェアを拡大し続け、2020年現在ではCMOSイメージセンサの世界シェアが4割に達し、特に稼ぎ頭であるスマホ向けCMOSイメージセンサの世界シェアは5割を超える。デジカメ向けCMOSイメージセンサに至っては世界シェアが9割を超え、ほぼ独占している。
ロジックICやアナログICも製造しているが、売上としてはCMOSセンサが圧倒的である。2020年現在、CMOSセンサの売上高の8割がスマホ向けだが、車載やインダストリアル領域（ファクトリー・オートメーションや監視カメラなど）にも参入している。

## 歴史
ソニーの半導体事業は、1954年に日本で初めてトランジスタを商用化したことから始まる。それ以来、ソニーの独創的な製品や市場の創出に貢献し続けていたが、次第にお荷物事業となり、2005年にソニーが赤字に転落した際には半導体部門が売却候補に挙げられるなど、苦境が続いていた。
2003年より長崎県諫早市の生産ライン（現・ソニーセミコンダクタマニュファクチャリング株式会社 長崎テクノロジーセンター、通称・長崎TEC）に約1300億円を投じ、高性能プロセッサ「Cell Broadband Engine（Cell B.E.）」の量産が2006年より開始されたが、「Cell B.E.」をPS3以外にも多方面に展開するという「Cell構想」は頓挫し、Cell B.E.への投資が回収できず、ソニーの半導体事業は2000年代後半にソニーグループに巨額の赤字を与える結果となった。2007年には「Cell B.E.」や画像処理LSI「RSX」を製造していた長崎工場を東芝に約1000億円で売却し、生産部門の売却が完了したが、ソニーの半導体部門自体は買い手が見つからなかったため、仕方なくソニーグループ内に抱えたままになっていた。
イメージセンサの分野では、1980年に世界初のCCDカラーカメラを商品化し、さまざまなヒット商品を生み出した。しかし2004年以降、半導体部門の復興のため、CCDに代わって低消費電力で高速読み出しを実現したCMOSイメージセンサへ注力する、つまり自社の主力製品であるCCDをCMOSで置き換える、という決断を行う。その結果、2009年には裏面照射型CMOSイメージセンサー「Exmor」を、2012年には積層型CMOSイメージセンサ「Exmor R」を世界で初めて商品化。
2010年当時のソニーのイメージセンシング事業はデジカメ向けCCDイメージセンサが主力であり、2010年時点ではデジカメ向けのCCDイメージセンサのシェアで5割を超える最大手だったが、CMOSイメージセンサのシェアはまだ10%だった。しかし2011年以降にはスマートフォン市場の拡大を背景に、スマートフォン向けのCMOSセンサ市場が急拡大し、ソニーセミコンの業績も急拡大。「スマートフォンの市場急拡大・HD動画のニーズ」という「イメージセンサーに対するニーズの変化」によってソニーの裏面照射型CMOSイメージセンサが売れる、という2011年当時のソニーの読みは当たった。2011年にはCMOSイメージセンサー市場でも、先行していたサムスン電子を上回って世界シェアトップとなり、以来イメージセンサ分野において業界トップを維持している。
2010年には長崎工場を買い戻してCMOSセンサーの製造を行うなど、2010年代以降には巨額の投資による生産拡大を継続しており、2020年時点ではCMOSセンサの世界シェアが5割を超えるダントツ1位となっている。

## 事業所
本社
- 神奈川県厚木市旭町4丁目14番1号（厚木テクノロジーセンター内）[5]
  - 半導体関連製品と電子・電気機械器具の研究、開発、生産、販売事業

デバイス営業部門
- 東京都港区港南1丁目7番1号 ソニーシティ内[5]
  - 営業拠点

大阪オフィス
- 大阪府大阪市北区中之島2丁目3-33 大阪三井物産ビル[5]
  - CMOSイメージセンサーの設計・開発

福岡事業所
- 福岡県福岡市早良区百道浜2‐3‐2 TNC放送会館[5]
  - 設計・開発拠点

博多オフィス
- 福岡県福岡市博多区博多駅東1-18-33 博多イーストテラス[5]
  - 設計・開発拠点

## 子会社
ソニーセミコンダクタソリューションズ
- R&D、商品企画・設計、営業

ソニーセミコンダクタマニュファクチャリング
- プロセス開発、生産（ソニーセミコンダクタソリューションズ：100% / 熊本県菊池郡）

 Sony Depthsensing Solutions SA / NV
- 距離画像センサ（ToF：Time of Flight）開発（ソニーセミコンダクタソリューションズ：100% / ベルギー）

Sony Semiconductor Israel Ltd.
- IoT向けLTEチップセット、AIソリューション（ソニーセミコンダクタソリューションズ：100% / イスラエル）

Mido Holdings Ltd.
- クラウドコンピューティング向け（ソニーセミコンダクタソリューションズ：100% / スイス）

Sony Advanced Visual Sensing AG
- イベント駆動型センサー開発（ソニーセミコンダクタソリューションズ：100% / スイス）

Altair Semiconductor France（フランス）
ALT Semiconductor Finland Oy（フィンランド）
Sony Device Technology（Thailand）Co., Ltd.
- イメージセンサ後工程

Sony Precision Devices（Huizhou）Co., Ltd.
- 光ピックアップ生産

## 過去の子会社

### ソニーLSIデザイン
ソニーLSIデザイン（ソニーえるえすあいデザイン）（英: Sony LSI Design）は、半導体製品の設計・開発・応用技術を事業としていた企業である。「ソニーテクニカルソフト」の商号でソニーグループで製造されるマイクロコンピューター用ソフトウェアの開発企業として1986年6月25日に設立され、1990年に商号を「ソニーLSIデザイン」に変更した。2016年よりソニーセミコンダクタソリューションズの完全子会社となり、2022年4月1日に吸収合併された。
同社は、ソニーグループで生産するセンサーやカメラのCMOSイメージセンサーやDSPの設計、画像処理アルゴリズムの開発や半導体製品のウェハーテスト・ファイナルテストやプローブカード・ロードボードやソケット・ポゴピンの設計を行っていた。

#### 沿革
- 1986年6月25日 ‐ 「ソニーテクニカルソフト」として設立[9]。
- 1990年 ‐ 商号を「ソニー・エルエスアイ・デザイン」に変更[9]。
- 1991年 ‐ 横浜ビジネスパークのYBPイーストタワー11階に本社移転[9]。
- 1995年 - 本社移転・厚木事業所統合（YBP研究棟）[9]。
- 2000年 ‐ 九州支社を開設（のちに本社へ改称）[9]。
- 2002年 ‐ 厚木事業所を開設[9]
- 2006年 ‐ 長崎デザインセンターを開設。
- 2012年 ‐ 「ソニーLSIデザイン」に社名表記を変更[9]。九州本社を福岡事業所に改称[9]。
- 2012年 ‐ 札幌支社を横浜本社へ、長崎事業所を九州本社へ、それぞれ統合。
- 2014年 ‐ 本社をソニー厚木第二テクノロジーセンターへ移転[9]。
- 2016年 ‐ ソニーセミコンダクタソリューションズの子会社化[6]。
- 2022年4月1日 ‐ ソニーセミコンダクタソリューションズに吸収合併[7][8]。

#### 事業所
- 本社 ‐ 神奈川県厚木市岡田4‐16‐1[8] ソニー厚木第2テクノロジーセンター
- 福岡事業所 ‐ 福岡県福岡市早良区百道浜2‐3‐2 TNC放送会館20階

##### 閉鎖された事業所
- 横浜本社 ‐ 神奈川県横浜市保土ケ谷区神戸町134 YBPイーストタワー11階
- 札幌支社 ‐ 北海道札幌市中央区北1条東1‐6 札幌イーストスクエア7階
- 長崎事業所 ‐ 長崎県諫早市津久葉町1883‐43 ソニーセミコンダクタ長崎テクノロジーセンター

#### 巨額架空取引事件
ソニーLSIデザインの役員1人および従業員4人の横領が、経理の確認作業中に発覚し、2016年7月に行われた内部告発で露見した。2012年2月から2016年9月の約4年半の間に、約9億円の被害額が発生した。ただし、同社の過年度も含めた業績に、修正は発生しない。
複数の取引先と口裏を合わせて架空発注や二重発注を繰り返して不正に金品を受け取ったり接待を受けたりするという手口で、横領が行われた。この5人全員は2016年10月28日までに解任・懲戒解雇されたが、横領された金は同社には返還されていない。本事件においては、多重代表訴訟の条件が満たされておらず、最終完全親会社であるソニーの株主は訴訟を起こせない。
なお、ソニーLSIデザインとの架空取引に関与したREVSONICは、主要取引先からの取引停止で事業継続が困難となり、2016年10月31日に東京地方裁判所に自己破産を申請して破産手続きの開始決定を受けた。
2017年7月19日、水増し発注や架空発注を繰り返し現金をだまし取ったとして、東京地方検察庁特別捜査部から元取締役執行役員ら元社員3人が逮捕された。3人の逮捕容疑は2013年10月～16年2月、架空発注で取引先名義の口座に振り込んだ現金約1億700万円や約46万ドル（約5千万円相当）を着服したほか、14年11月～15年3月、取引先への水増し発注分計5万5千ドルを詐取した疑い。8月8日、3人が詐欺罪で起訴された。